# Zapasy na Igrzyskach Panamerykańskich 1979
Zapasy na Igrzyskach Panamerykańskich 1979 odbywały się w San Juan. W tabeli medalowej tryumfowali zapaśnicy z USA.

## Tabela medalowa
|   | Państwo           |    |    |    | Razem: |
| - | ----------------- | -- | -- | -- | ------ |
| 1 | Stany Zjednoczone | 14 | 4  | 2  | 20     |
| 2 | Kuba              | 4  | 14 | 2  | 20     |
| 3 | Kanada            | 2  | 1  | 9  | 12     |
| 4 | Meksyk            | 0  | 1  | 4  | 5      |
| 5 | Panama            | 0  | 0  | 1  | 1      |
| 5 | Peru              | 0  | 0  | 1  | 1      |
| 5 | Portoryko         | 0  | 0  | 1  | 1      |
|   | razem:            | 20 | 20 | 20 | 60     |

## Wyniki

### W stylu klasycznym
| Waga    | złoty          | srebrny          | brązowy         |
| ------- | -------------- | ---------------- | --------------- |
| 48 kg   | Jorge Martínez | Alfredo Olivera  | Gregg Williams  |
| 52 kg   | Bruce Thompson | Soillo Montano   | Jorge Munoz     |
| 57 kg   | Leonel Pérez   | Brian Gust       | Henry De Mola   |
| 62 kg   | Doug Yeats     | René Rodríguez   | John Hughes     |
| 68 kg   | Howard Stupp   | Gary Pelcl       | Eduardo García  |
| 74 kg   | John Matthews  | Idalberto Barban | Brian Renken    |
| 82 kg   | Dan Chandler   | Erasmo Estrada   | Louis Santerre  |
| 90 kg   | José Poll      | Jerome Schmitz   | Steve Daniar    |
| 100 kg  | Brad Rheingans | Bárbaro Morgan   | Raúl García     |
| +100 kg | Arturo Díaz    | Pete Lee         | Miguel Zambrano |

### W stylu wolnym
| Waga    | złoty           | srebrny        | brązowy              |
| ------- | --------------- | -------------- | -------------------- |
| 48 kg   | Billy Rosado    | Miguel Alonso  | Alfredo Olivera      |
| 52 kg   | Gene Mills      | Luis Ocaña     | Jorge Olivera        |
| 57 kg   | Joe Corso       | Juan Rodríguez | Jose Jose Felix      |
| 62 kg   | Andre Metzger   | Raúl Cascaret  | John Park            |
| 68 kg   | Andrew Rein     | José Ramos     | Egon Beiler          |
| 74 kg   | Leroy Kemp      | Daniel Pozo    | Marc Mongeon         |
| 82 kg   | Dan lewsi       | Clark Davis    | Jose Carbajal        |
| 90 kg   | Roy Baker       | José Poll      | Richard Deschatelets |
| 100 kg  | Russ Hellickson | Bárbaro Morgan | Michael Kappel       |
| +100 kg | Jimmy Jackson   | Arturo Díaz    | Wyatt Wishart        |